# 布蘭頓·巴拉什
布蘭頓·巴拉什（英語：Brandon Barash，1979年10月4日—）是美國的一位演員。他最近的主要作品是ABC電視台電視劇綜合醫院中的Johnny Zacchara。他也出演過識骨尋踪等電視劇。 

## 外部連結
- Brandon Barash在互联网电影资料库（IMDb）上的資料（英文）